# Alexandre Soares dos Santos
Elísio Alexandre Soares dos Santos (ur. 23 września 1934 w Porto, zm. 16 sierpnia 2019) – portugalski przedsiębiorca, po przejęciu przedsiębiorstwa od ojca, przez 45 lat, do listopada 2013 r., kierował portugalskim przedsiębiorstwem Jerónimo Martins.

## Życiorys
Po ukończeniu Colégio Almeida Garrett w swoim rodzinnym mieście Porto, zaczął studia prawnicze na uniwersytecie w Lizbonie, których nie ukończył. Następnie pracował dla Grupy Unilever, z którą w tym czasie związane było Jerónimo Martins, m.in. w Irlandii i Niemczech, a w 1964 roku objął stanowisko dyrektora ds. marketingu w Brazylii, lecz kiedy w 1967 zmarł jego ojciec, jako członek rady dyrektorów przedsiębiorstwa, powrócił do Portugalii i przejął zarządzanie firmą. Jako prezes przyczynił się do jej szybkiej ekspansji, od lat '70 inwestując w dystrybucję, m.in. uruchamiając sieć Pingo Doce, co pozwoliło uwolnić przedsiębiorstwo spod wpływu Unilevera.
Pod koniec lat 80. wprowadził spółkę na giełdę, nabył kilka innych przedsiębiorstw spożywczych (w tym Iglo i Feira Nova) i rozszerzył działalność na Wielką Brytanię, Holandię, a zwłaszcza na Polskę, gdzie Jerónimo Martins nabył i rozwinął lokalną markę, Biedronkę, dziś lidera na rynku handlu żywnością w Polsce. Po 45 latach prowadzenia przedsiębiorstw Jerónimo Martins, Alexandre Soares dos Santos w listopadzie 2013 r. podał się do dymisji. Jego następcą został jeden z jego synów Pedro Soares dos Santos.
W 2009 Soares dos Santos założył Fundação Francisco Manuel dos Santos, nazwaną na cześć jego ojca, która poświęca się równości szans, demokracji i społeczeństwu obywatelskiemu w Portugalii. 

## Odznaczenia
- Krzyż Wielki Orderu Infanta Henryka – 2000[9]
- Krzyż Wielki Orderu Zasługi – 2006[9]
- Krzyż Wielki Orderu Zasługi Handlowej – 2017[9]
- Wielki Oficer Orderu Zasługi Przemysłowej – 1992[9]
- Komandor Orderu Świętego Grzegorza Wielkiego – Stolica Apostolska, 2017[10]
- Krzyż Kawalerski Orderu Zasługi RP – Polska, 2015[11]